# Asmaa Mahfouz
Asmaa Mahfouz (arabe : أسماء محفوظ) est une youtubeuse et militante égyptienne membre du Mouvement de la Jeunesse du 6 avril, lauréate en 2011 du Prix Sakharov pour la liberté de penser, décerné à cinq militants du Printemps arabe (les quatre autres étant Mohamed Bouazizi, Ahmed al-Senussi, Razan Zaitouneh, Ali Farzat).

## Biographie
Asmaa Mahfouz est née le 1er février 1985. Elle grandit dans un appartement modeste avec sa famille, dans le quartier Ain Shams du Caire. Elle est diplômée de l'université du Caire avec un baccalauréat universitaire en administration commerciale. Elle travaille dans une entreprise d'informatique.
Elle rejoint le Mouvement de la jeunesse du 6 avril de 2008, alors qu'elle est à l'université. Elle y apprend l'utilisation des réseaux sociaux dans la contestation et l'organisation d'une manifestation.

## Soulèvement de 2011
Militante de la première heure de la révolution égyptienne de 2011, elle a notamment appelé à participer à la première manifestation du 25 janvier 2011, pour exiger plus de droits et de libertés et contre la dictature de Hosni Moubarak. Une semaine avant, elle publie sur son blog un message qui annonce cette manifestation et incite à y participer : « Je fais cette vidéo pour vous donner un message simple. Nous voulons descendre sur la place Tahrir le 25 janvier. Si nous avons encore un honneur et que nous voulons vivre dignement dans ce pays, nous devons descendre place Tahrir le 25 janvier... ».
Cette attitude lui valut d'être poursuivie pour « incitation à la violence », « trouble à l’ordre public », « diffusion de fausses informations » et « diffamation envers le Conseil suprême des forces armées » pour des tweets, principalement le suivant : « Si la justice ne nous rend pas nos droits, que personne ne se fâche si des groupes armés commettent des assassinats. Tant qu’il n’y a pas de loi et de justice, que personne ne se fâche de quoi que ce soit. ». Mais finalement Asmaa Mahfouz ne sera pas poursuivie. Sous la pression des militants, elle sera libérée sous caution.

## Soutien à Occupy Wall Street
Le 23 octobre 2011, Asmaa Mahfouz se rend avec Ahmed Maher au parc Zuccotti à Manhattan (États-Unis) pour soutenir le mouvement de contestation Occupy Wall Street.

## Postérité
Elle reçoit le Prix Sakharov, décerné par le Parlement européen en 2011, à côté de militants de Libye, Syrie et Tunisie pour sa promotion de la liberté et des droits de l'homme.
Le magazine Arabian Business la place au 381e rang des 500 arabes les plus influents. En 2012, le magazine Newsweek la classe parmi les 150 femmes qui secouent le monde.

## Interdiction de sortie de territoire
En octobre 2014, alors qu'elle se prépare à prendre un vol pour Bangkok, elle se fait arrêter et interroger pendant trois heures, avant d'être renvoyée chez elle. Un ordre de non sortie de territoire est par le procureur général d'Égypte, ce dont elle n'a pas eu connaissance avant ce voyage.